# Itame pallescens
Itame pallescens là một loài bướm đêm trong họ Geometridae.